# ماريوس ماسون
ماريوس ماسون (بالإنجليزية: Marie Mason)‏ هي عالمة بيئة أمريكية، ولدت في 26 يناير 1962.

## روابط خارجية
- ماريوس ماسون على موقع IMDb (الإنجليزية)